# Liste des Premiers ministres de Tasmanie
Cet article liste des premiers Ministres de Tasmanie en Australie.
Avant les années 1890, il n'y avait pas de formation politique officielle en Tasmanie. Les informations antérieures à cette date sont données à titre indicatif. 

## Liste
| No. | Nom                | Parti                      | Date d'élection   |
| --- | ------------------ | -------------------------- | ----------------- |
| 1   | William Champ      |                            | 1er novembre 1856 |
| 2   | Thomas Gregson     |                            | 26 février 1857   |
| 3   | William Weston     |                            | 25 avril 1857     |
| 4   | Francis Smith      |                            | 12 mai 1857       |
| -   | William Weston     |                            | 1er novembre 1860 |
| 5   | Thomas Chapman     |                            | 2 août 1861       |
| 6   | James Whyte        |                            | 20 janvier 1863   |
| 7   | Sir Richard Dry    |                            | 24 novembre 1866  |
| 8   | James Wilson       |                            | 4 août 1869       |
| 9   | Frederick Innes    |                            | 4 novembre 1872   |
| 10  | Alfred Kennerley   |                            | 4 août 1873       |
| 11  | Thomas Reibey      |                            | 20 juillet 1876   |
| 12  | Philip Fysh        |                            | 9 août 1877       |
| 13  | William Giblin     |                            | 5 mars 1878       |
| 14  | William Crowther   |                            | 20 décembre 1878  |
| -   | William Giblin     |                            | 30 octobre 1879   |
| 15  | Adye Douglas       |                            | 15 août 1884      |
| 16  | James Agnew        |                            | 8 mars 1886       |
| -   | Philip Fysh        | Libéral                    | 29 mars 1887      |
| 17  | Henry Dobson       | Conservateur               | 17 août 1892      |
| 18  | Sir Edward Braddon | Libéral (Free Trade Party) | 14 avril 1894     |
| 19  | Elliott Lewis      | Conservateur               | 12 octobre 1899   |
| 20  | William Propsting  | Liberal                    | 9 avril 1903      |
| 21  | John Evans         | Conservateur               | 12 juillet 1904   |
| -   | Sir Elliott Lewis  | Libéral                    | 19 juin 1909      |
| 22  | John Earle         | Travailliste               | 20 octobre 1909   |
| -   | Sir Elliott Lewis  | Commonwealth Liberal       | 27 octobre 1909   |
| 23  | Albert Solomon     | Libéral                    | 14 juin 1912      |
| -   | John Earle         | Travailliste               | 6 avril 1914      |
| 24  | Walter Lee         | Libéral (Nationaliste)     | 15 avril 1916     |
| 25  | John Hayes         | Nationaliste               | 12 août 1922      |
| -   | Sir Walter Lee     | Nationaliste               | 14 août 1923      |
| 26  | Joseph Lyons       | Travailliste               | 25 octobre 1923   |
| 27  | John McPhee        | Nationaliste               | 15 juin 1928      |
| -   | Sir Walter Lee     | Nationaliste               | 15 mars 1934      |
| 28  | Albert Ogilvie     | Travailliste               | 22 juin 1934      |
| 29  | Edmund Dwyer-Gray  | Travailliste               | 11 juin 1939      |
| 30  | Robert Cosgrove    | Travailliste               | 18 décembre 1939  |
| 31  | Edward Brooker     | Travailliste               | 18 décembre 1947  |
| -   | Robert Cosgrove    | Travailliste               | 24 février 1948   |
| 32  | Eric Reece         | Travailliste               | 26 août 1958      |
| 33  | Angus Bethune      | Libéral                    | 26 mai 1969       |
| -   | Eric Reece         | Travailliste               | 3 mai 1972        |
| 34  | Bill Neilson       | Travailliste               | 31 mars 1975      |
| 35  | Doug Lowe          | Travailliste               | 1er décembre 1977 |
| 36  | Harry Holgate      | Travailliste               | 11 novembre 1981  |
| 37  | Robin Gray         | Libéral                    | 26 mai 1982       |
| 38  | Michael Field      | Travailliste               | 29 juin 1989      |
| 39  | Ray Groom          | Libéral                    | 17 février 1992   |
| 40  | Tony Rundle        | Libéral                    | 18 mars 1996      |
| 41  | Jim Bacon          | Travailliste               | 14 septembre 1998 |
| 42  | Paul Lennon        | Travailliste               | 21 mars 2004      |
| 43  | David Bartlett     | Travailliste               | 26 mai 2008       |
| 44  | Lara Giddins       | Travailliste               | 23 janvier 2011   |
| 45  | Will Hodgman       | Libéral                    | 31 mars 2014      |
| 46  | Peter Gutwein      | Libéral                    | 20 janvier 2020   |
| 47  | Jeremy Rockliff    | Libéral                    | 8 avril 2022      |